# District de Neuchâtel
Pour les articles homonymes, voir Neuchâtel (homonymie).
Le district de Neuchâtel est un ancien district suisse, situé dans le canton de Neuchâtel. Il comptait 9 communes.

## Histoire
Dans le cadre de la réforme des institutions cantonales adoptée par référendum le 24 septembre 2017, et l'instauration d'une circonscription électorale unique, le district est supprimé le 1er janvier 2018 ; son rôle de découpage statistique est repris par la région Littoral, incluant aussi le district de Boudry,,.

## Communes
Voici la liste des communes qui composait le district avec, pour chacune, sa population.
| Nom          | N° OFS | Population (décembre 2022) |
| ------------ | ------ | -------------------------- |
| Cornaux      | 6451   | +001 635,                  |
| Cressier     | 6452   | +001 888,                  |
| Enges        | 6453   | +000270,                   |
| Hauterive    | 6454   | +002 692,                  |
| La Tène      | 6461   | +005 379,                  |
| Le Landeron  | 6455   | +004 680,                  |
| Lignières    | 6456   | +001 006,                  |
| Neuchâtel    | 6458   | +044 597,                  |
| Saint-Blaise | 6459   | +003 284,                  |
| Total        | Total  | +053 744,                  |

Le 1er janvier 2009, les deux communes Thielle-Wavre et Marin-Epagnier ont fusionné pour devenir la commune de La Tène,.